# Hejőkürt
Hejőkürt é um município da Hungria, situado no condado de Borsod-Abaúj-Zemplén. Tem 14,91 km² de área e sua população em 2015 foi estimada em 283 habitantes.